# Herman Glass
Herman Theobald Glass (* 15. Oktober 1880 in Los Angeles; † 13. Januar 1961 ebenda) war ein US-amerikanischer 
Turner.
Glass vertrat den Richmond YMCA bei den Olympischen Spielen 1904 in St. Louis, wo er die Goldmedaille an den Ringen holte. Er hatte 1896 in Chicago auf Rat eines Arztes mit dem Turnen begonnen und führte den Sport auch weiter, nachdem seine Familie einige Jahre später nach Los Angeles gezogen war. Glass zog im Jahr 1903 nach Richmond und verletzte sich kurz darauf an der Hand, weswegen er gezwungen war, alle anderen Sportarten, bis auf die Ringe, zu beenden. Beruflich war Glass als Buchbinder tätig.

## Weblink
- Herman Glass  in der Datenbank von Olympedia.org (englisch)

| Personendaten    | Personendaten                               |
| ---------------- | ------------------------------------------- |
| NAME             | Glass, Herman                               |
| ALTERNATIVNAMEN  | Glass, Herman Theobald (vollständiger Name) |
| KURZBESCHREIBUNG | US-amerikanischer Turner                    |
| GEBURTSDATUM     | 15. Oktober 1880                            |
| GEBURTSORT       | Los Angeles                                 |
| STERBEDATUM      | 13. Januar 1961                             |
| STERBEORT        | Los Angeles                                 |